# Список умерших в 1782 году
В этой статье представлен список известных людей, умерших в 1782 году.
См. также: Категория:Умершие в 1782 году

## Январь
- 4 января — Габриель, Анж Жак — французский архитектор.
- 27 января — Леопольдина Мария Ангальт-Дессауская — последняя маркграфиня Бранденбург-Шведтская.
- 28 января — Анвиль, Жан Батист Бургиньон де — французский географ и картограф.
- 30 января — Долгоруков-Крымский, Василий Михайлович — генерал-аншеф), московский главнокомандующий.

## Февраль
- 9 февраля — Ассемани, Иосиф Алоизий — итальянский востоковед.
- 10 февраля — Этингер, Фридрих Кристоф — немецкий религиозный мыслитель и писатель,
- 14 февраля — Амат-и-Хуньент, Мануэль де — испанский военный и колониальный чиновник. Губернатор Чили (1755—1761), вице-король Перу (1761—1776).

## Март
- 2 марта — София Французская — дочь короля Франции Людовика XV.
- 2 марта — Савва Петрович
- 2 марта — Бернулли, Даниил

## Апрель
- 4 апреля — Чарторыйский, Август Александр
- 22 апреля — Бонни, Энн (85), пиратка ирландского происхождения, по прозвищу «повелительница морей»